# 포레스트파트너스
주식회사 포레스트파트너스(영어: Forest Partners)는 대한민국의 사모펀드이다.

## 역사
2016년 7월 BRV캐피탈매니지먼트 출신 한승 대표와 당시 스탠다드차타드은행 출신 이진상 현 레퍼런트파트너스 대표가 공동 설립했다.

## 투자 기업
- 파두: 설립부터 728억 투자하였으며 상장 당시에도 654억을 처분하여 투자금을 회수하였으며 충격적인 2, 3분기 실적을 공시하기 직전까지 지분을 대거 매도함으로써 투자금을 원활하게 회수한 바 있다[4]
- 디셈버앤컴퍼니[5]

## 논란
금융감독원 자본시장특별사법경찰(특사경)과 남부지방검찰청은 파두에서 내부 임직원의 불법거래 정황을 포착하고 파두의 초기 투자사인 포레스트파트너스에 대한 압수수색도 진행하였다. 파두 이사진에 포레스트 출신 전현직 인사들이 포함되어 있어서 예상 실적에 훨씬 미치지 못한다는 사실을 인지했을지 모른다는 의구심을 산 적이 있다

### 내용주
1. ↑  원래는 유한회사였으나 주식회사로 전환되었다.